# Pfarrkirche Untermarkersdorf

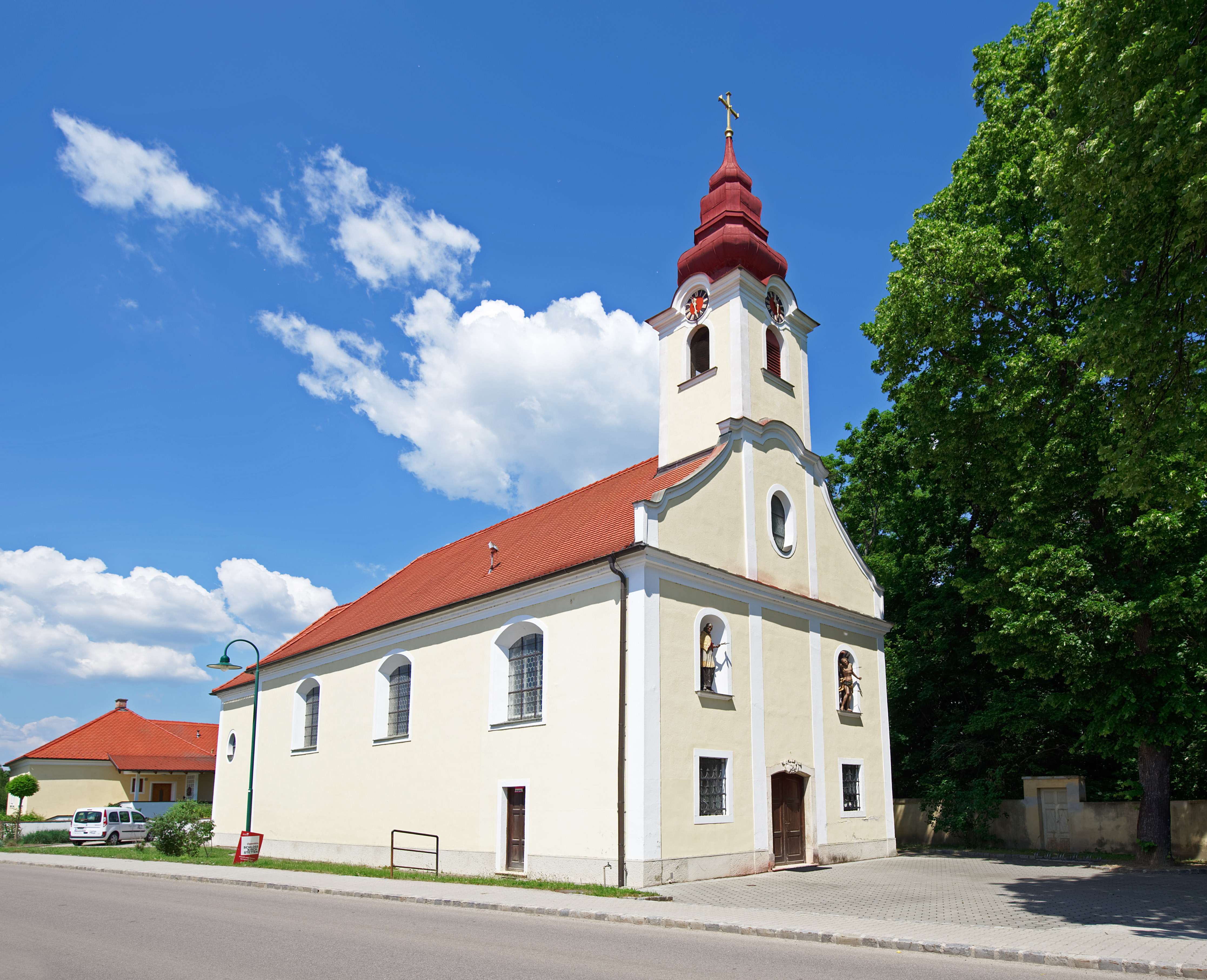
Katholische Pfarrkirche hl. Ägydius in Untermarkersdorf

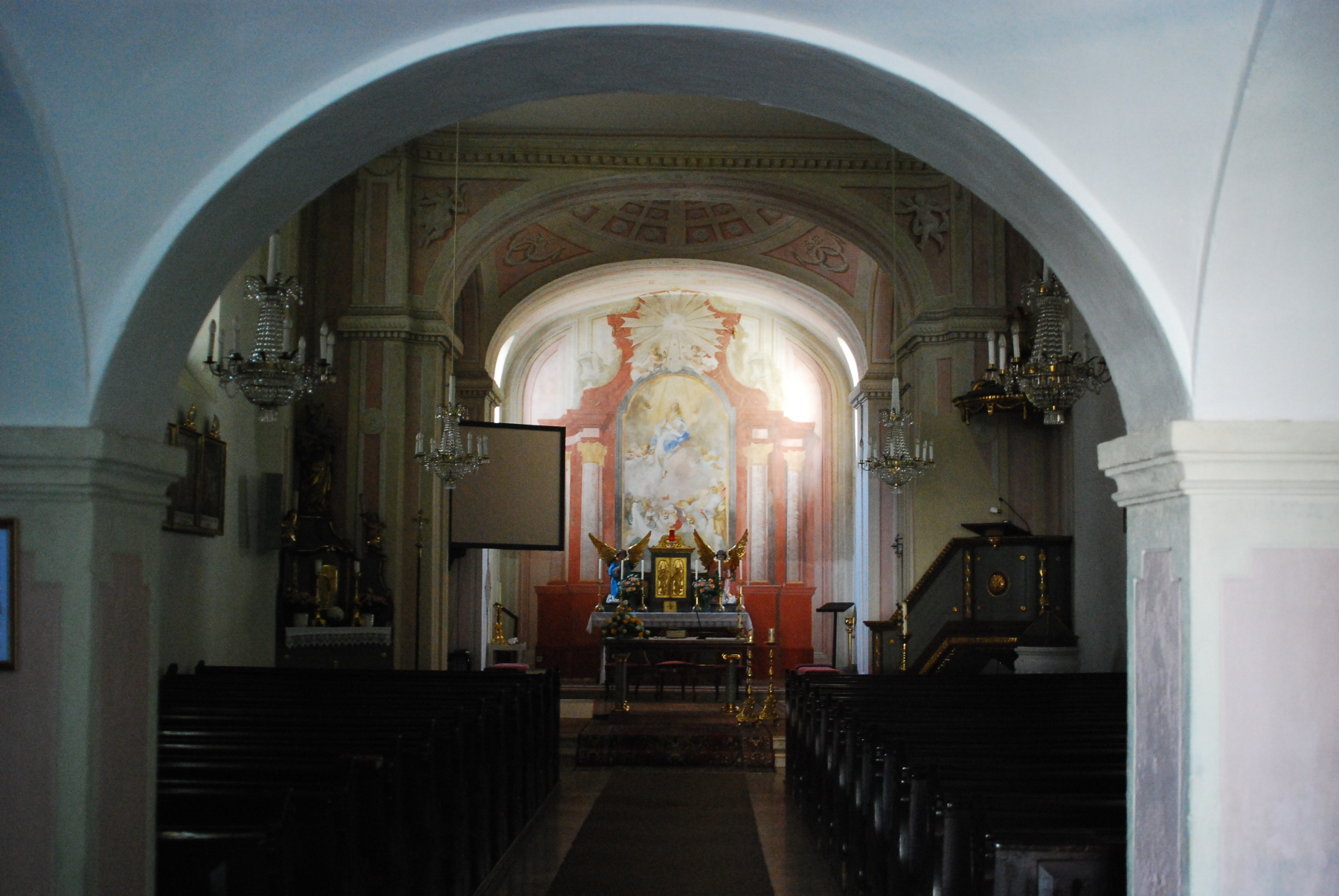
Langhaus, Blick zum Chor

Die römisch-katholische Pfarrkirche Untermarkersdorf steht im Westen der Ortschaft Untermarkersdorf der Marktgemeinde Hadres im Bezirk Hollabrunn in Niederösterreich. Die dem Patrozinium hl. Ägidius unterstellte Pfarrkirche gehört zum Dekanat Haugsdorf der Erzdiözese Wien. Die Kirche steht unter Denkmalschutz (Listeneintrag).

## Geschichte
Urkundlich wurde 1386 eine Kapelle genannt. 1783 wurde der Ort zur Pfarre erhoben und dem Stift Melk inkorporiert.
Die josephinische Saalkirche mit einem eingestellten Fassadenturm wurde 1786 erbaut. 1993/1984 war eine Innenrestaurierung.

## Architektur
Die Saalkirche hat einen eingezogenen gerade geschlossenen Westchor mit einem Sakristei- und Kapellenanbau.

## Einrichtung
Der gemalte Altaraufbau in Ädikulaform zeigt das Fresko Mariä Himmelfahrt wohl vom Maler Johann Baptist Wenzel Bergl aus dem vierten Viertel des 18. Jahrhunderts.
Die Orgel baute Ignaz Reinold 1817 in einem spätbarocken Gehäuse. Ein Kontrabass schuf Joseph Kratschmann 1837.